# STARS IN THE SUN 〜SHOGO HAMADA SONG BOOK
『STARS IN THE SUN 〜SHOGO HAMADA SONG BOOK』（スターズ・イン・ザ・サン ショウゴ・ハマダ・ソング・ブック）は、2007年11月28日に発売された星勝、浜田省吾の企画アルバム。音楽CDではなくCDブックとしての書籍扱いとなっている。そのため、オリコンなどではチャート対象外の作品となっている。また浜田の楽曲を使用しているが、アーティスト表記は「星勝」となっている。
星による全面的プロデュース＆アレンジで、浜田の楽曲をオーケストラ・バージョンにて収録した企画アルバムである。演奏はチェコ・フィルハーモニー管弦楽団、指揮はマリオ・クレメンス。録音は音響の良さで知られるプラハのドヴォルザーク・ホールで行なわれている。
オーケストラの演奏によるアルバムのため、浜田本人の歌唱や演奏は収録されていないが、ジャケットに写っている手と足は浜田本人のものである。
初回限定盤（デジパック仕様）もあり、ファンクラブ及びコンサート会場にて限定販売された。

## 収録曲
1. 丘の上の愛
  - （オリジナル：6thアルバム『Home Bound』収録）
2. 星の指輪
  - （オリジナル：18thアルバム『その永遠の一秒に』収録）
3. 片想い
  - （オリジナル：3rdアルバム『Illumination』収録）
4. Money
  - （オリジナル：11thアルバム『DOWN BY THE MAINSTREET』収録）
5. 君が人生の時…
  - （オリジナル：5thアルバム『君が人生の時…』収録）
6. Theme Of Father’s Son
  - （オリジナル：14thアルバム『FATHER'S SON』収録）
7. Rising Sun
  - （オリジナル：『FATHER'S SON』収録）
8. J.Boy
  - （オリジナル：12thアルバム『J.BOY』収録）
9. 愛しい人へ
  - （オリジナル：9thアルバム『PROMISED LAND 〜約束の地』収録）